# Обменное переливание крови
Обме́нное перелива́ние кро́ви — синхронная инфузия донорской крови при заборе крови реципиента.
Обменное переливание крови подразумевает удаление крови из кровеносного русла пациента с одновременным замещением её на кровь донора. Объём переливаемой донорской крови равен или  превышает количество эксфузируемой крови.
Обменное переливание крови выполняют через две вены реципиента: через одну из крупных вен или артерий (для предупреждения свертывания крови при длительной процедуре) кровь реципиента эксфузируется, а через другую вливается донорская. При этом скорость обменного переливания крови лежит в диапазоне 50—100 мл/мин.

## История
Создатель метода — Александр Александрович Богданов (1873 - 1928 гг.), врач по образованию, приобретший известность как революционер, философ и литератор. Он был убеждён, что когда идеология переживает свою социально-трудовую основу, то становится реакционной, превращаясь в «мертвеца, который хватает живого». Абсолютный марксизм, по Богданову, проникает в ряды борцов, подобно вампиру, и превращает вчерашних активистов в неоврагов развития пролетарской мысли. Он писал:

Наше отечество — страна молодого рабочего движения, не укрепившейся культуры, страна мучительно-изнуряющей борьбы — дала этому призраку едва ли не лучшие его жертвы: Г. Плеханова ещё недавно, В. Ильина теперь, не считая иных, менее крупных сил, но в своё время также полезных для общего дела. Товарищей, попавших во власть злого призрака, мы пожалеем и постараемся вылечить, хотя бы суровыми средствами, если нельзя иначе. А с вампиром поступим так, как со всякими вампирами поступать полагается: голову долой, и осиновый кол в сердце!

В своём романе «Красная звезда» (1908 г.) Богданов выразил мнение о том, что политический социализм может быть дополнен взаимным обменом крови, чтобы объединить человечество в братство не только общей идеей, но и общей кровью.
Врач посвятил себя Пролеткульту, однако Ленин относился к пролеткультовцам настороженно — в итоге Пролеткульт был реформирован. Но врач пошёл дальше: он теоретически обосновал обменное переливание крови, опираясь на тектологию («всеобщую организационную науку»).

### Методика Александра Богданова
В конце 1925 году Сталин предложил медику создать Институт переливания крови. Институт был открыт 26 февраля 1926 г.  в Москве, для этих целей отведён особняк купца Игумнова на Большой Якиманке (в котором позднее размещена резиденция французского посла).
Перед медиками на самом деле ставилась идеологическая задача — связать узами прямого (кровного) родства всё прогрессивное человечество. Врачи ограничились экспериментами и решением конкретных медицинских задач (среди исцеленных — сын самого Богданова). Но основатель тектологии не смирился с отказом от пролетарских идей. Была сформирована спецгруппа пациентов, в которую входила и Мария Ульянова. Богдановская методика операции в идеале требовала участия пожилых и юных партнёров: опытные партийцы передавали бы революционную кровь подрастающему поколению, связывая поколения «кровными узами».
Оперируя тектологическими приёмами, Богданов предложил способ одолеть старость. В этом суть метода «обменное переливание крови»:

Есть все основания полагать, что молодая кровь, с её материалами, взятыми из молодых тканей, способна помочь стареющему организму в его борьбе по тем линиям, по которым он уже терпит поражения, то есть по которым он именно «стареется»; в какой мере помочь, это, конечно, может выяснить только опыт. Оптимальная пара при переливании крови — старик и юноша. С одной стороны, старик вместе с молодой кровью получит «иммунитеты» — способность противостоять разным заражениям". С другой стороны, молодой организм тоже не должен пострадать: молодость будет справляться и с материалом ослабленной, ухудшенной крови, кроме, разве, случаев заражения; притом и в более старой или, вообще, худшей крови должны находиться все же и такие элементы для развития, которых в этой лучшей не было.

### Ревизия учения
Ветераны партии при обменном переливании крови выполняли миссию идейно-кровяного донорства и, в свою очередь, «причащались» массам. Большевики тем самым получали шанс на победу в борьбе со старостью. Идея магического вампиризма, преобразилась у Богданова в эзотерическую доктрину, предполагающую укоренение общества будущего в «физиологическом коллективизме», где индивиды соединены цепью «кровавых» взаимообменов.
Богданов умер от очередного (одиннадцатого) обменного переливания крови. На его похоронах Бухарин отметил, что медик «был коллективистом и по чувству, и по разуму одновременно. Даже его идеи о переливании крови покоились на необходимости своеобразного физиологического коллективизма, где отдельные сочеловеки смыкаются в общую физиологическую цепь и повышают тем жизнеспособность всех вместе и каждого в отдельности».
В 1930-х годах идеи Богданова объявлены антиленинскими. Оказалось, что «теория т. н. физиологического коллективизма и теория борьбы со старостью являются методологически ошибочными, чуждыми марксизму установками».
Тем не менее, с медицинской точки обменное переливание крови оказалось небесполезным.
В современной практике для обменного переливания используют консервированную кровь. Для полноценного замещения крови требуется 10—15 л донорской крови.
Обменное переливание крови в настоящее время применяется:
- для лечения гемолитической болезни новорожденных[7];
- при интоксикациях;
- гемотрансфузионном шоке;
- острой почечной недостаточности.

Эффект основан на механическом удалении токсических метаболитов и на возмещении недостающих жизненно важных компонентов внутренней среды организма. Помимо этого происходит деблокирование внутренних органов реципиента.